# Anta do Pão Mole
Anta do Pão Mole é um dólmen localizado em São Brás dos Matos cuja câmara conserva seis esteios de xisto e corredor com cinco esteios, sendo um dos monumentos megalíticos de maiores dimensões no concelho de Alandroal.
Conjuntamente com a Anta dos Galvões, formam um conjunto de assinalável importância, cujo uso pode relacionar-se com as primeiras comunidades de metalurgistas que exploraram os veios de cobre na região da Mina do Bugalho. Datada do neolítico final, IV milénio a.C.